# 高颂
高颂（1992年4月16日—），黑龙江人，中国女子篮球運動員，亦為中国国家女子篮球队成員。

## 簡歷
高颂出生於篮球世家，母亲從前在篮球隊擔任中锋，其後篮球教练，而父亲則酷爱体育和篮球。
高颂未到15岁她就开始打WCBA，首季已取得场均8.5分和5.0个篮板的成绩。此後更入選国青队，在2009年东亚运动会取得场均7.83分和8.7个篮板；又在U18女篮亚锦赛与日本的决赛中拿下37分。
2010年11月，高颂代表中國出戰廣州亞運會，參加籃球比賽，最終奪得金牌。其中，她在对阵印度隊時，出场13分钟就得到14分，效率之高令人留下印象。